# Casa Guipuzcoana (Aragua)
La casa Guipuzcoana es un histórico museo en el centro de la ciudad de Cagua, Estado Aragua, Venezuela. Establecida en 1728, era el punto de control del comercio de la zona central del país. La casa Guipuzcoana está ubicada en la calle Bolívar cruce con Piar, lugar donde también tiene sede del Ateneo de Cagua. La casa Guipuzcoana fue declarada Monumento Histórico Nacional en la Gaceta Oficial N.º 33.407 de fecha 7 de febrero de 1986.

## Historia
La fertilidad de los valles de Aragua, especialmente los alrededores de Cagua, era ideal para el cultivo de algodón, añil, caña de azúcar, maíz, plátanos y cacao hasta mediados de 1781. Desde entonces se asentó la fuerza industrial de aserraderos, fábricas de escobas, moliendas de café, caña y maíz, herreros y carpinteros con sus modernas maquinarias (para la época). 
El éxito comercial de Cagua atrajo a la Real Compañía Guipuzcoana de Caracas, fundada en 1728 con participación de expertos comerciantes cacaoteros, la cual estableció su oficina en el centro de la ciudad, la actual casa Guipuzcoana.
Después de décadas de abandono y olvido, la casa Guipuzcoana fue rescatada en 1977 por iniciativa de los pintores locales Evelio Giuseppe y su alumno Rafael Herrádez, junto con el cronista local Sótero Arteaga Miquelena.